# Charles Bradley (cantante)
Charles Edward Bradley (5 de noviembre de 1948 - 23 de septiembre de 2017) fue un cantante 
estadounidense. Después de años de oscuridad y una carrera musical a tiempo parcial, Bradley saltó a la fama a los 50 años. Sus actuaciones y estilo de grabación fueron consistentes con el enfoque revivalista de su sello principal Daptone Records, celebrando la sensación de la música funk y soul de las décadas de 1960 y 1970. Una reseña dijo que "se hace eco de la entrega evocadora de Otis Redding ".
Conocido como "The Screaming Eagle of Soul" (El Águila Chillón del Soul), Bradley fue el tema del documental Soul of America que se estrenó en South by Southwest en 2012.

## Primeros años de vida

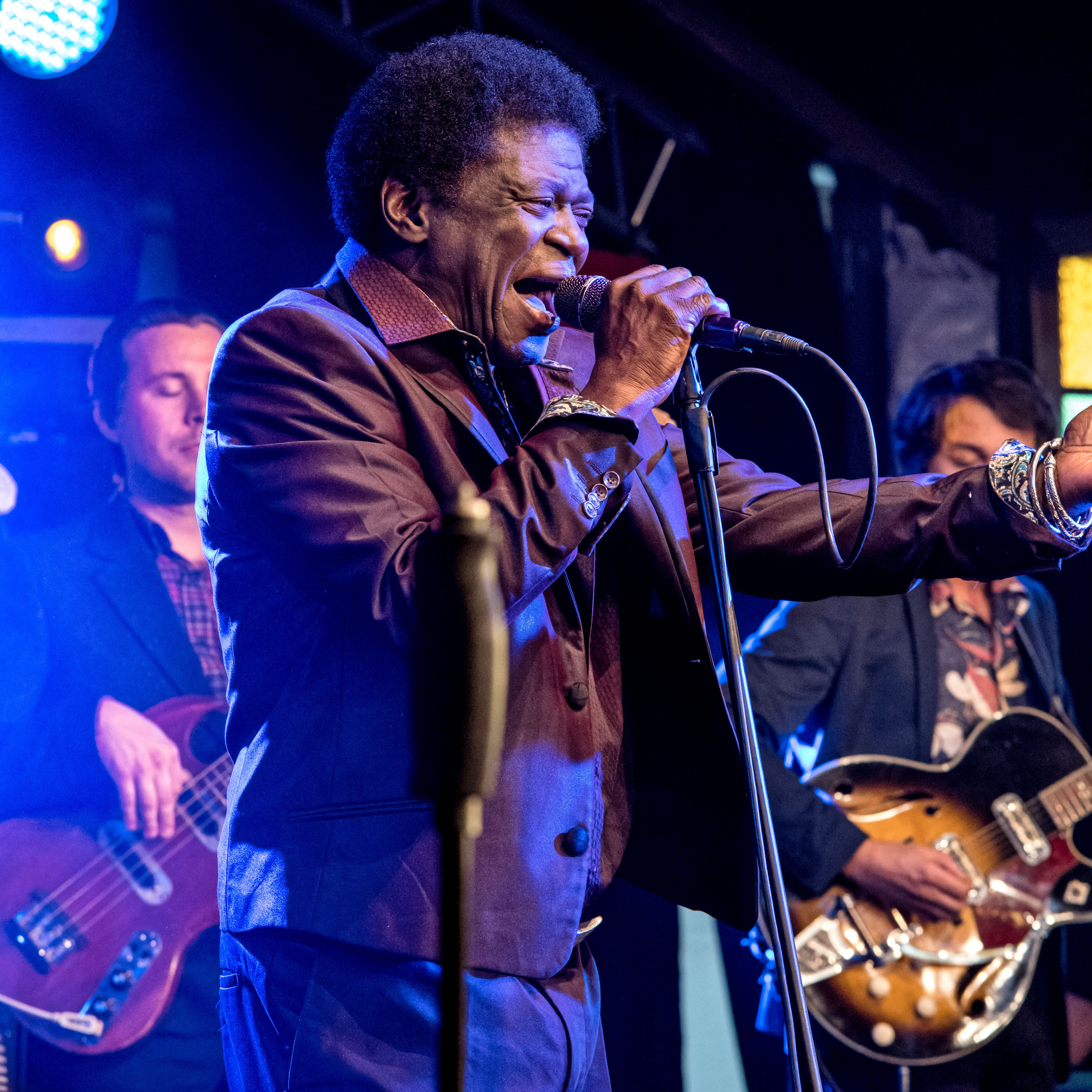
Zelt-Musik-Festival 2016 en Friburgo, Alemania

Abandonado por su madre a los ocho meses de edad, Bradley fue criado por su abuela materna en Gainesville, Florida. A los ocho años, su madre regresó y se lo llevó a vivir con ella a Brooklyn, Nueva York.
En 1962, su hermana lo llevó al Teatro Apollo para ver actuar a James Brown. Bradley estaba tan inspirado por la actuación que comenzó a practicar imitando el estilo de canto y los gestos escénicos de Brown en casa.
Cuando tenía catorce años, Bradley se escapó de su casa para huir de las malas condiciones de vida (su habitación estaba en un sótano con suelo de arena), viviendo en las calles durante el día y durmiendo en los vagones del metro durante dos años. Más tarde, se alistó en Job Corps, lo que en algún momento lo llevó a Bar Harbor, Maine, para formarse como chef. Un compañero de trabajo le dijo que se parecía a James Brown y le preguntó si podía cantar; al principio era tímido, pero luego admitió que podía.[cita requerida] Superó su miedo escénico (cuando un miembro del equipo lo empujó a través de las cortinas hacia el escenario) y actuó cinco o seis veces con una banda. Sus compañeros de banda fueron reclutados más tarde para la Guerra de Vietnam, y el grupo nunca se volvió a formar. 
Bradley trabajó en Maine como cocinero durante diez años y luego decidió viajar al oeste, haciendo autostop por todo el país. Vivió en Upstate New York, Seattle, Canadá y Alaska antes de establecerse en California en 1977. Allí, Bradley trabajó en trabajos ocasionales y tocó en pequeños espectáculos durante 20 años. Ganó dinero extra haciendo actuaciones de James Brown, donde usó nombres artísticos como Screaming Eagle of Soul, Black Velvet e incluso James Brown Jr.

## Carrera en la música

### Black Velvet y grabaciones iniciales (1996-2010)
A mediados de la década de 1990, la madre de Bradley lo llamó y le pidió que se mudara con ella a Brooklyn para poder conocerlo. Fue allí donde comenzó a ganarse la vida como imitador de James Brown en clubes locales bajo el nombre de "Black Velvet". Durante este tiempo, Bradley experimentó más dificultades, incluyendo casi morir en un hospital después de tener una reacción alérgica a la penicilina y, en un episodio separado, despertarse en la casa de su madre con una conmoción mientras la policía y las ambulancias llegaban a la escena de la muerte de su hermano, asesinado justo al final de la calle en la que vivía.
Mientras actuaba como "Black Velvet", finalmente fue descubierto por Gabriel Roth (más conocido como " Bosco Mann "), cofundador de Daptone Records. Roth le presentó a Bradley a su futuro productor, el artista de Daptone Tom Brenneck (entonces compositor y guitarrista de The Bullets, y más tarde de Menahan Street Band ), quien invitó a Bradley al ensayo de su banda. Bradley pidió que la banda simplemente actuara mientras él inventaba la letra en el acto. Después de escribir varias canciones, Daptone lanzó algunas de estas grabaciones iniciales en vinilo a partir de 2002.

### No Time for DreamingySoul of America(2011-2012)

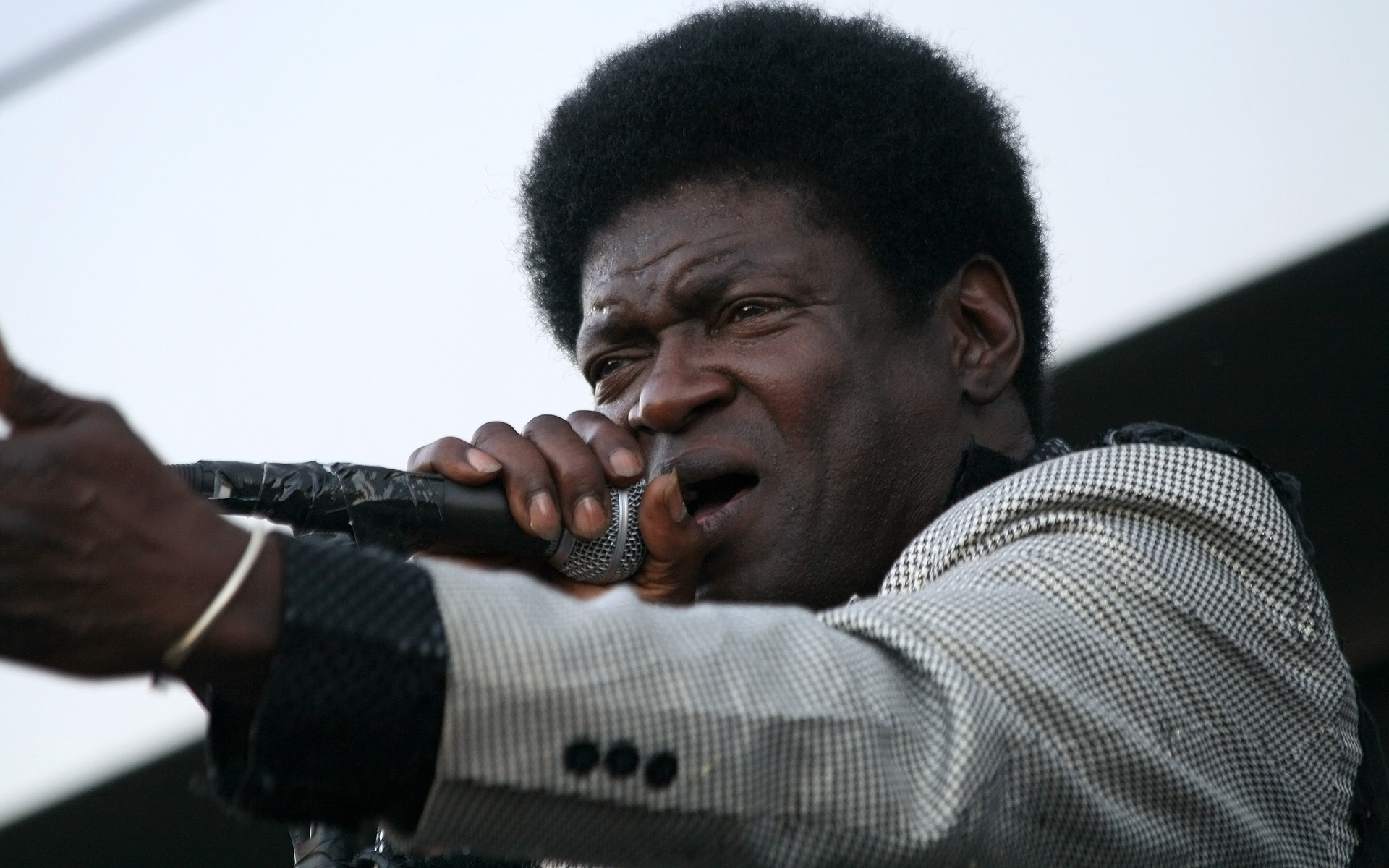
Bradley actuando en el Jazz Fest Wien de 2011

Brenneck y Bradley eligieron diez de estas grabaciones para ser lanzadas como el álbum debut de Bradley No Time for Dreaming en 2011.
En la primavera de 2012, Soul of America, un documental dirigido por Poull Brien, debutó en el Festival de Cine SXSW en Austin, Texas. Poull Brien conoció a Bradley cuando dirigió el video musical de "The World (Is Going Up In Flames)". Este largometraje contó la historia de Bradley desde su infancia en Florida, hasta los días de la falta de vivienda, sus conciertos como Black Velvet y finalmente los conciertos y grabaciones con Daptone Records. La película incluyó su actuación en festivales de todo el mundo.
En 2014, Bradley participó en el evento Ontario Supercrawl de Hamilton.

### Victim of Love&Changes(2013–2016)
El segundo álbum de Bradley, Victim of Love, salió el 2 de abril de 2013. El tercer álbum de Bradley, Changes, fue lanzado el 1 de abril de 2016 y contó con una versión de la canción " Changes " de Black Sabbath. En agosto de 2016, enfermó y canceló una gira por Canadá y su aparición en el Cambridge Folk Festival del 30 de julio (Reino Unido), siendo reemplazado por la banda Darlingside.

## Muerte
Bradley murió el 23 de septiembre de 2017 de cáncer de estómago en Brooklyn, Nueva York, a la edad de 68 años. Según un comunicado de prensa de su publicista, falleció rodeado de familiares y amigos, incluidos miembros de todas las bandas con las que trabajó de cerca,.

## Discografía

### Álbumes de estudio
| Año  | Álbum                | Etiqueta y número de catálogo             |
| ---- | -------------------- | ----------------------------------------- |
| 2011 | No Time for Dreaming | Daptone Records DAP-021 / Dunham DUN-1001 |
| 2013 | Victim of Love       | Daptone Records DAP-031 / Dunham DUN-1004 |
| 2016 | Changes              | Daptone Records DAP-041 / Dunham DUN-1005 |
| 2018 | Black Velvet         | Daptone's Dunham Records                  |

### Sencillos
| Año            | Título                                                                         | Acreditado a                                                     | Etiqueta y número de catálogo             |
| -------------- | ------------------------------------------------------------------------------ | ---------------------------------------------------------------- | ----------------------------------------- |
| 2002           | "Take It as It Come, Pt. 1" / "Take It as It Come, Pt. 2"                      | Charles Bradley and Sugarman & Co.                               | Daptone Records DAP-1005                  |
| 2004           | "Now That I'm Gone (Look How You're Crying)" / "Can't Stop Thinking About You" | Charles Bradley and the Bullets                                  | Daptone Records DAP-1014                  |
| 2006           | "This Love Ain't Big Enough for the Two of Us"                                 | Charles Bradley and the Bullets                                  | Daptone Records DAP-1021                  |
| 2007           | "The World (Is Going Up in Flames)" / "Heartaches and Pain"                    | Charles Bradley & Menahan Street Band / Charles Bradley          | Daptone Records DAP-1034 / Dunham DNM-102 |
| 2008           | "The Telephone Song"                                                           | Charles Bradley                                                  | Daptone Records DAP-1041 / Dunham DUN-103 |
| 2010           | "No Time for Dreaming" / "Golden Rule"                                         | Charles Bradley & Menahan Street Band                            | Daptone Records DAP-1055 / Dunham DUN-107 |
| 2010           | "Every Day Is Christmas (When I'm Lovin' You)" / "Mary's Baby"                 | Charles Bradley featuring The Gospel Queens                      | Daptone Records DAP-1058 / Dunham DUN-109 |
| 2011           | "Heart of Gold" / "In You (I Found a Love)"                                    | Charles Bradley & Menahan Street Band                            | Daptone Records DAP-1059 / Dunham DUN-110 |
| 2012           | "Stay Away" / "Run It Back"                                                    | Charles Bradley & Menahan Street Band / Menahan Street Band      | Daptone Records DAP-1065 / Dunham DUN-111 |
| 2013           | "Strictly Reserved for You" / "Let Love Stand a Chance"                        | Charles Bradley & Menahan Street Band                            | Daptone Records DAP-1070 / Dunham DUN-113 |
| 2013           | "Confusion" / "Where Do We Go from Here"                                       | Charles Bradley & Menahan Street Band                            | Daptone Records DAP-1073 / Dunham DUN-114 |
| 2013           | "Changes" / "Ain't It a Sin"                                                   | Charles Bradley & The Budos Band / Charles Bradley & The Bullets | Daptone Records DAP-1076 / Dunham DUN-115 |
| 2014           | "Luv Jones" / "Change, Change, Change"                                         | Charles Bradley & LaRose Jackson                                 | Daptone Records DAP-1080 / Dunham DUN-117 |
| 2015 "Changes" |                                                                                |                                                                  |                                           |
| 2016           | "Change for the World" / "Revelations"                                         | Charles Bradley / Menahan Street Band                            | Daptone Records DAP-1095 / Dunham DUN-118 |
| 2019           | "Lonely as You Are"                                                            | Charles Bradley                                                  | Innit Recordings                          |
| 2019           | "Lucifer"                                                                      | Charles Bradley                                                  | Innit Recordings                          |

### Otras apariciones
- "Take It As It Comes" del álbum Pure Cane Sugar de The Sugarman 3 (2002)
- "Take It As It Comes" (Afrodisiac Soundsystem Remix) del álbum Daptone Records Remixed (2007)
- "Stay Away" (versión de Nirvana) del álbum Newermind de Spin, una compilación de versiones de Nirvana (2011)[21]
- Krampus (voz de canto) American Dad!, episodio " Juglar Krampus " (2013)
- "Grant Green" del álbum God First (2017)de Mr Jukes
- "Otis" del álbum La Même Tribu (2017) de Eddy Mitchell